# Ремизов, Михаил Петрович
Михаил Петрович Ремизов (30 октября 1891, дер. Жихарево, Смоленская губерния — 2 декабря 1983, Москва) — большевик, делегат Всероссийского Учредительного собрания, глава Гжатска, председатель губисполкома (1919) и ответственный секретарь Смоленского губкома (1920—1921).

## Биография
Михаил Ремизов родился в деревне Жихарево Гжатского уезда. По поводу даты его рождения разные источники сообщают разные сведения: 30 октября 1891 года, 12 ноября 1891 года, 30 сентября 1886 года (по данным полиции Российской империи), 1893 год. При этом, его полный тёзка (тоже Михаил Петрович Ремизов), 1886 года рождения, появившийся на свет в деревне Курово Московской области и проживавший в городе Зиме Иркутской области был расстрелян 26 сентября 1938 года.
Михаил Ремизов рос в воспитательном доме. Окончив начальную школу, в 1907 году он переехал в Москву и в Санкт-Петербург, где начал работать токарем (рабочим-металлистом). Уже после двух революций, в 1921 году, он окончил вечерние общеобразовательные курсы и один курс Московского народного университета Шанявского.

### Эсер-боевик
Активно участвовал в революционном движении: в 1906 Ремизов был арестован с оружием как эсер-боевик, после чего содержался в Тверской тюрьме. В 1914 году он вступил в партию большевиков. В августе того же года Ремизов был арестован и осуждён (1915) царским судом к 8 годам тюремного заключения (каторги. Отбывал наказание в Шлиссельбургской крепости; был амнистирован после Февральской революции, 6 марта 1917 года.

### 1917. Петросовет. Гжатский мятеж. Смоленск
После своего освобождения Михаил Ремизов стал членом Петроградского Совета рабочих и солдатских депутатов (Петросовета, март — апрель 1917 года), а затем — Московского областного бюро РСДРП. В апреле он вернулся на малую родину, в Гжатск, где принял участие в работе местного Совета. В сентябре на уездном собрании произошло организационное оформление Гжатской большевистской организации: во главе уездного комитета (уисполкома) РСДРП(б) стал М. П. Ремизов. Затем он получил пост Гжатского уездного комиссара Временного правительства.
После Октябрьской революции Ремизов был избран председателем исполкома уездного Совета (членами исполкома стали большевик Л. В. Цыпкин и левый эсер С. И. Лохматов), а также — председателем Гжатского уездного Совета народных комиссаров. Благодаря деятельности исполкома к концу февраля 1918 года по уезду было создано 23 волостных и 365 сельских Советов.
Ремизов участвовал в подавлении антисоветских выступлений, известных сегодня как Гжатский мятеж.
В конце 1917 года Михаил Ремизов избрался делегатом Всероссийского Учредительного собрания от Смоленского округа по списку № 7 (большевики). Он был участником заседания-разгона Собрания 5 января 1918 года.
С 27 января по 29 марта 1919 года Ремизов занимал должность председателя Смоленского губисполкома, позднее его сменил Семён Иванов (в некоторых источниках неверно указано имя Сергей). Продолжал работать на руководящих должностях в Смоленской губернии. С ноября (исполнял обязанности с сентября) 1920 года по январь 1921 года Ремизов был председателем Смоленского губернского комитета РКП(б); на этом посту его сменил Владимир Рябоконь.
М. П. Ремизов был одним из учредителей газеты «Деревенская правда» (Юхновский уезд). Также редактировал газету «Известия Гжатского Совета».

### МВТУ. Троцкист. Инженер-конструктор
С 1921 года Михаил Ремизов проживал и работал в Москве. Он последовательно окончил механический факультет Московского высшего технического училища и экономический факультет Института Красной профессуры (1931). Был на преподавательской работе (политическая экономия), работал в Комиссии исполнения при Совете народных комиссаров СССР.
Ремизов был избран делегатом XVII съезда ВКП(б) в 1934 году («Съезд победителей»).
С 1931 (или 1934) года Ремизов стал членом Комиссии советского контроля при СНК СССР, затем — заместителем секретаря и секретарём Комиссии. В 1935 году Ремизов был исключён из партии «за причастность к троцкистской организации», но репрессирован не был.
После этого Ремизов долгое время работал инженером-конструктором на Московском метрополитене и Московском станкостроительном заводе (1941—1958).
Михаил Петрович Ремизов скончался 2 декабря 1983 года в Москве и был похоронен на Новодевичьем кладбище.
Ремизов является почётным гражданином города Гагарина (современное название Гжатска) с 22 ноября 1969 года.